# Републикански път III-6205
Републикански път IIІ-6205 е третокласен път, част от Републиканската пътна мрежа на България, преминаващ изцяло по територията на Софийска област, Община Самоков. Дължината му е 5,2 km.
Пътят се отклонява наляво при 68,7 km на Републикански път II-62 южно от село Белчински бани и се насочва на север през Самоковската котловина. Минава през центъра на селото и югоизточно от село Алино се свързва с Републикански път III-627 при неговия 10,5 km.
| Пътища, отклоняващи се надясно (населено място, № на пътя, посока на пътя) | km  | Пътища, отклоняващи се наляво (посока на пътя, № на пътя, населено място) |
| -------------------------------------------------------------------------- | --- | ------------------------------------------------------------------------- |
| Община Самоков, II-62, 68,7 km ←                                           | 0,0 | ← 68,7 km, II-62, Община Самоков                                          |
| (за 6,2 km на III-627) общински път, с. Белчински бани ←                   | 2,1 | → с. Белчински бани, общински път (за с. Белчин)                          |
| (от 75,2 km на II-62) III-627, 10,5 km →                                   | 5,2 | → 10,5 km, III-627 (до гр. Радомир)                                       |